# فراتر از کابوهای بزرگ جنوبی عوامانه
«فراتر از کابوهای بزرگ جنوبی عوامانه» آلبومی از گروه موسیقی موسیقی هوی متال پنترا است که در سال ۲۰۰۳ میلادی منتشر شد.